# Nótaolimpia
Az első Nótaolimpiát a Fráter Lóránd Társaság 1933. május 6–15. között rendezte meg.
Keretében nótapályázatot írtak ki, énekversenyt rendeztek.
A nótapályázaton Kárpát Zoltán, Kossovich Pál, Németh Béla, Sándor Jenő és Pápai Molnár Kálmán arany-, Gerzsó Angéla, Mihály László, Adorján Sándor és Járossy Jenő pedig ezüstkoszorút nyert.
Az énekversenyen Népessi Lucia, Raffay Erzsi, Utry Anna, Bardócz Dénes, Ignáth Gyula és Orbán Sándor arany-, Hamerly Lili, Matolcsy Margit, Steller Mária, Hámory Imre, Ráday László és Teleki Sándor ezüstkoszorút kapott.
A díjazott nóták közül csak a Belepte a határt a dér című, Kárpát Zoltán–Selmyei Seide Rezső-szerzemény aratott maradandó sikert.